# Martin Pulpit
Martin Pulpit (* 29. ledna 1967) je bývalý český fotbalista a pozdější fotbalový trenér. Jeho bratrancem je Luboš Přibyl.

## Hráčská kariéra
Martin Pulpit s fotbalem začal v šesti letech ve fotbalovém klubu SK Horní Měcholupy. Ve starších žácích působil v Bohemians Praha. Dorostenecký věk prožil ve Viktorii Žižkov. V mužské kopané působil v klubech ČKD Kompresory Praha, SK Spolana Neratovice, FK Slavoj Vyšehrad a Bohemians Praha.

## Trenérská kariéra
Již v 18 letech Pulpita přivedl k trénování Václav Vrána. V klubu, kde působil jako hráč, vždy trénoval odpoledne nebo před svým tréninkem mládež a pak se věnoval trénování jako hráč. Do věku 28 let trénoval mládežnická mužstva. Poté přišla první nabídka do dospělého fotbalu od tehdejšího klubu třetí ligy FK Pelikán Děčín.
Následně působil jako trenér ve fotbalových klubech: FK Pelikán Děčín, FC Vítkovice, FK AS Pardubice, FK Mladá Boleslav, SK Hradec Králové, FC Viktoria Plzeň, FK Baník Sokolov a SK Sigma Olomouc. 
V roce 2009 se stal sportovním manažerem klubu Odra Wodzislaw, který působil v polské Ekstraklase. Později zde odtrénoval 1 utkání jako hlavní trenér a po 3 dnech byl propuštěn. Jaro ročníku 2009/10 strávil v druholigovém Baníku Most. Od sezóny 2010/11 vedl prvoligový tým FK Viktoria Žižkov, poté působil u nováčka Divize C TJ Svitavy. V průběhu sezóny 2012/13 byl jmenován trenérem FC Baníku Ostrava. Poté vedl FC Fastav Zlín. V roce 2015 přebral divizní tým z východních Čech TJ Sokol Živanice. Poté převzal druholigový celek ze Saúdské Arábie Al Watani FC.

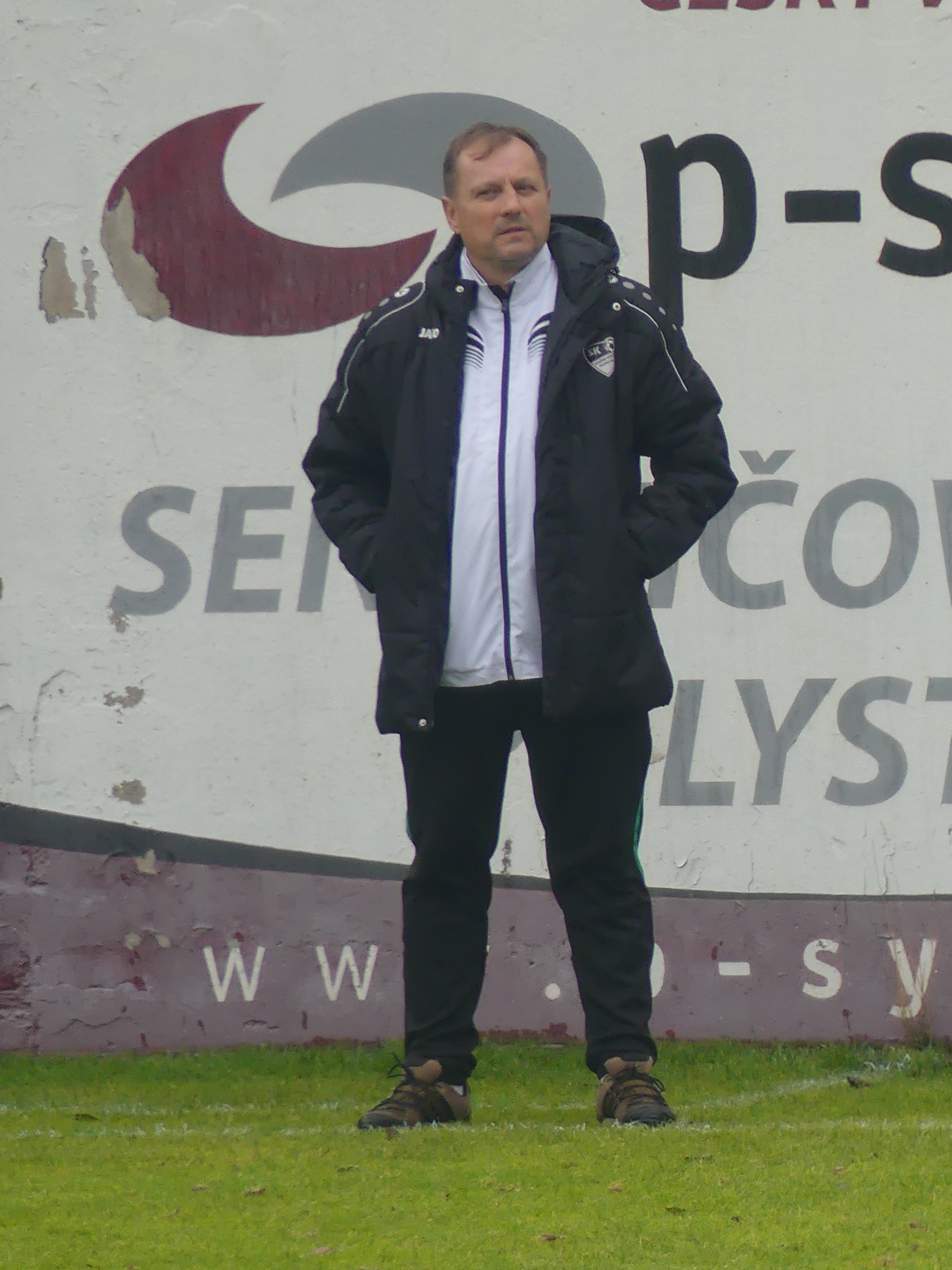
Martin Pulpit jako trenér SK Vysoké Mýto (r. 2022)

V květnu 2016 se vrátil po delší době do české první ligy, když převzal 1. FK Příbram s cílem udržet klub v lize pro příští sezónu. V nové sezóně byl ovšem po 4 ligových zápasech s bilancí 0 bodů a skóre 0:9 od mužstva odvolán. 

Na podzim 2016 vedl pět zápasů druholigový klub MFK Vítkovice s bilancí jednoho získaného bodu za remízu s Českými Budějovicemi, v prosinci 2016 ve funkci hlavního trenéra skončil. Krátce vedl v roce 2017 ve středočeské 1.A třídě FK Kosoř.
Dalšími štacemi byly třetiligové kluby MFK Frýdek-Místek a SK Rakovník. Následně v roce 2021 trénoval FK Blansko, které zachránil ve 2.lize. Po skončení ročníku klub ze soutěže odstoupil z finančních důvodů. Od října 2021 do dubna 2022 působil v druholigové Viktorii Žižkov. Podzimní část sezony 2022/23 strávil na lavičce divizního Vysokého Mýta. V roce 2023 následovala dvě krátká angažmá v Sokolově a Třinci.
Začátkem ledna 2025 se stal trenérem týmu TJ Slovan Velvary hrajícího ČFL. Po prvním jarním mistrovském utkání byl 10. března 2025 z funkce odvolán.

## Trenérský styl
Martin Pulpit, fanda Bohemians 1905 a Interu Milán, je známý bouřlivák, který naplno žije fotbalem. Dokáže tým rychle pozvednout a splnit zadaný úkol, na lavičce aktivně diriguje a povzbuzuje své svěřence. Na druhou stranu jeho úspěchy sráží vulgární slovník, velké ego a absence sebereflexe. Dokáže hráče urážet, ponižovat a vyhrožovat jim. Tyto aspekty jsou také příčinou střídání angažmá.